# Sinodemanga xizangensis
Sinodemanga xizangensis är en insektsart som beskrevs av Chou och Yuan 1982. Sinodemanga xizangensis ingår i släktet Sinodemanga och familjen hornstritar. Inga underarter finns listade i Catalogue of Life.